# کیتاکاراسویاما
کیتاکاراسویاما (به ژاپنی: 北烏山 Kitakarasuyama))، یکی از بخش‌های ستاگایا-کو، توکیو در ژاپن است.